# Andréa Huguenin Botelho

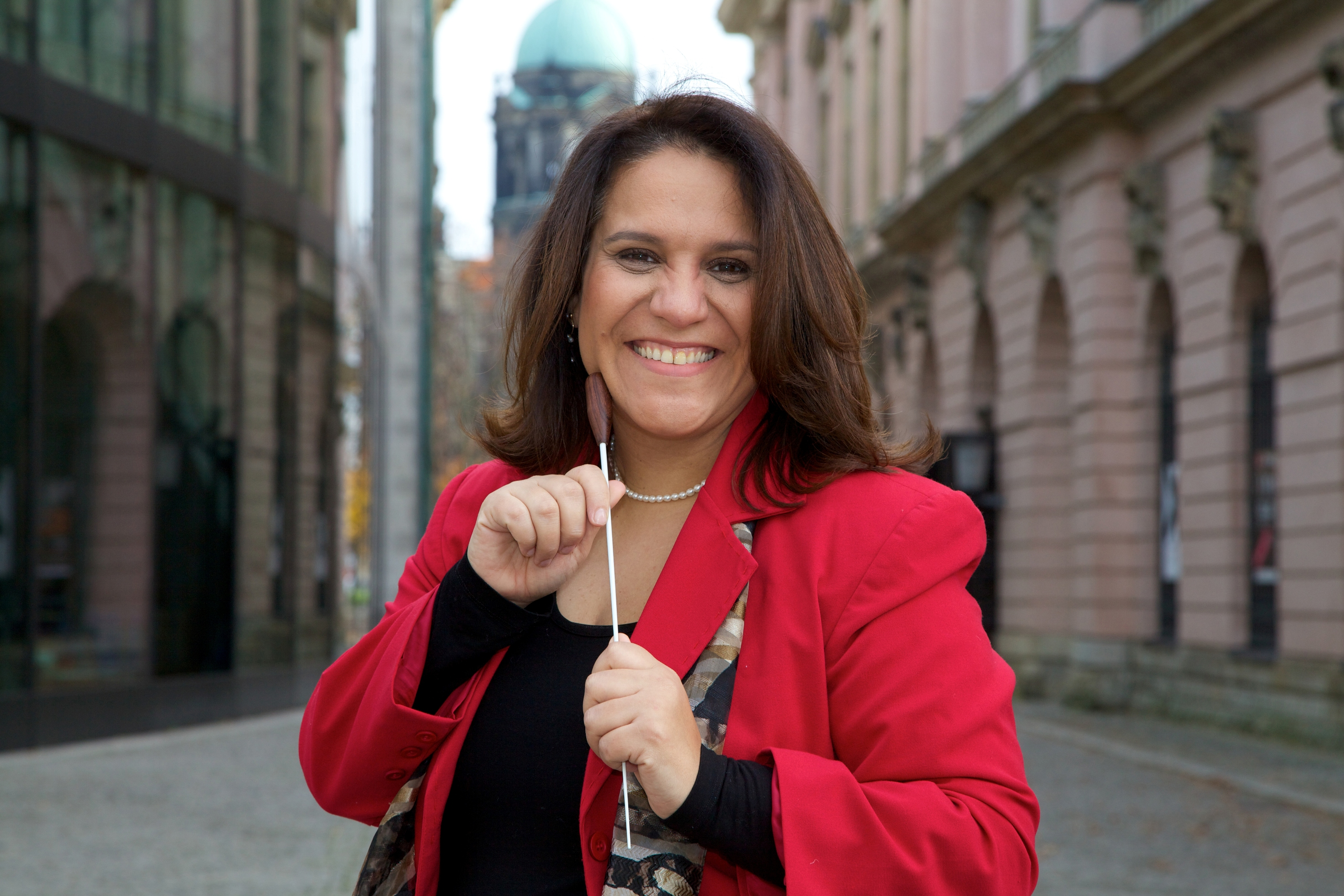
Andréa Huguenin Botelho

Andréa Huguenin Botelho (* 22. Mai 1973 in Rio de Janeiro) ist eine deutsch-brasilianische Dirigentin, Forscherin, Komponistin und Pianistin.

## Leben und Wirken
Andréa Huguenin Botelho ist Absolventin in Musik mit Hauptfach Klavier der Universität von Rio de Janeiro – Uni-Rio in Brasilien und hat einen Master in Klavier und Orchesterleitung von der Georgia State University in Atlanta in den Vereinigten Staaten sowie einen postgradualen Abschluss in Klavier von der Staatlichen Hochschule für Musik Karlsruhe in Deutschland und Spezialisierung auf Operndirigieren am Mariinsky-Theater in St. Petersburg.
Während ihrer musikalischen Ausbildung stand sie unter der Leitung von Meistern wie Heitor Alimonda, Homero de Magalhães, Luiz de Moura Castro und Luiz Senise. Im Bereich Orchesterdirigieren und Klavierspezialisierung waren herausragende Musiker und weltweit angesehene Lehrer wie Michael Pamer, Jorma Panula, Leonid Korchmar, Fanny Solter und Ulrike Meyer ihre Lehrer.
Derzeit arbeitet sie als Dirigentin in Berlin, Deutschland, als künstlerische Leiterin und Dirigentin des Brasil Ensembles Berlin und des Ayabás Frauenchors Berlin, neben freier Orchesterleitung und pädagogischer Arbeit. Als Forscherin konzentriert sie sich in ihrer Arbeit auf Musik und Genderfragen.
Botelho ist in verschiedenen Projekten und Organisationen im Zusammenhang mit Musik beteiligt. Sie unterstützt die Koordination des Women Conductors Symposiums, arbeitet mit dem Archiv Frauen & Musik in Frankfurt, Deutschland, zusammen und ist Teil des Arbeitskreises der Dirigentinnen des Internationalen Arbeitskreises Frau und Musik e.V. Darüber hinaus ist sie Mitglied der Mandonas-Forschungsgruppe an der Federal University of Santa Catarina, die von Professor Joana Maria Pedro koordiniert wird. Dieses von CNPQ unterstützte Projekt zielt darauf ab, den Weg von Frauen zu erzählen, die in verschiedenen Bereichen des Südkegels zu Führungspersönlichkeiten wurden.
Seit Dezember 2021 ist sie Botschafterin von Donne, Women in Music in London, gegründet von Gabriella de Laccio.
2023 beteiligte sich Botelho als Pianistin und Initiatorin an zwei von Neustart Kultur finanzierten Projekten zum Thema Frauen und Musik, nämlich Nós, Brasileiras mit Liedern brasilianischer Komponistinnen und Frauen um den Kontrabass. Beide Projekte enthielten ihre eigenen Transkriptionen und Kompositionen.
Andréa Huguenin Botelho ist eine Referenz in den interkulturellen Beziehungen zwischen Brasilien und Deutschland und eine Vertreterin von Frauen in der Musik, insbesondere in Lateinamerika.

## Werke

### Kammermusik

#### Gesang und Klavier
- Pedras (GDFB) (2022)
- Águas (Text: Luiz Carlos Prestes Filho) (2023)

#### Klavier 4-händig
- Baião (2023)
- Dona Ivone (2023)
- Francisca (2023)

#### Kontrabass und Klavier
- Suite Brasileira (2023)
  - I - Bossa
  - II - Valsa Seresteira
  - III - Choro
  - IV - Frevo

### Sinfonische Werke
- Francisca: eine sinfonische Widmung (2023)

### Orchestrierungen
- Atraente (Francisca Gonzaga) (2023)[5] für Sinfonieorchester
- Corta-Jaca (Francisca Gonzaga) (2023) für Streichorchester
- Afro-Sambas: Cantata Brasileira (2023) für Chor und Kammerorchester

## Veröffentlichungen
- Francisca Gonzaga – Maestra ou Maestrina? – Inferências de uma Profissão Oitocentista. (Revista Internacional “Comparative Cultural Studies, European and Latin American Perspectives” - Edição 15/2022)
- Joanídia Sodré, a Maestra Sufragista (I Jornada dos Anômalos – Universidade Federal de Catalão, Goiás - 2022)
- Bia, um Blues pra nós (Essas Mulheres – o protagonismo da mulher na canção de Chico Buarque. Editora Recriar: São Paulo, 2021. ISBN 978-65-86242-89-8. 552 pp)
- Mascha Blankenburg e as Mulheres na Regência (2020)
- Saltos no Tempo em Gaia (Etudes Lusophone. Universität Sorbonne. - 2020)